# Jörg Wartenberg
Jörg Wartenberg (* 21. Mai 1981 in Cottbus) ist ein ehemaliger deutscher Eishockeyspieler und heutiger-trainer, der vor allem für seinen Heimatverein Lausitzer Füchse und die Dresdner Eislöwen aktiv war.

## Karriere
Jörg Wartenberg entstammt der Jugend des ES Weißwasser, für die er alle Jugendmannschaften durchlief. Seinen ersten Einsatz in der 2. Bundesliga erlebte er in der Saison 1999/2000, spielte aber bis 2001 hauptsächlich für die Junioren-Mannschaft. „Bodo“, wie er im Mannschaftskreis genannt wird, hatte in der Saison 2002/03 ebenso wie Robert Bartlick endgültig den Durchbruch im Team der Füchse geschafft. Durch konsequentes, kompromissloses Körperspiel konnte er sich den Respekt seiner Mitspieler und auch der Gegenspieler erarbeiten.
Zwei Jahre vorher wurde er durch den ehemaligen Trainer Weissgerber an den Profikader herangeführt und hauptsächlich an der Seite der schon erfahrenen Spieler Tomasz Mieszkowski oder Torsten Hanusch eingesetzt, um im Abwehrverbund der Füchse seine Arbeit zu leisten und Erfahrungen zu sammeln. Durch die guten Leistungen in der Zweitligasaison 2002/03 wurden Späher der Hamburg Freezers auf Wartenberg aufmerksam, letzten Endes kam es aber nicht zu einer Ausstellung einer Förderlizenz. Das Team der Füchse stieg in dieser Saison in die Oberliga ab – in der folgenden Oberligaspielzeit verpasste man in den Play-Offs den Aufstieg (erst durch den Rückzug des EC Bad Nauheim konnten die Füchse wieder aufsteigen). Bis zum Ende der Saison 2005/06 blieb er den Füchsen als solider Stay-at-home-Verteidiger treu.
Danach absolvierte er zwei Spielzeiten bei den Dresdner Eislöwen und den Heilbronner Falken in der 2. Bundesliga. Im Juni 2009 wurde er vom Oberligisten EHC Dortmund unter Vertrag genommen, kehrte aber im Sommer 2010 zu den Eislöwen zurück. Nach einer Spielzeit in Dresden, in der er mit den Eislöwen das Play-off-Halbfinale erreichte, kehrte Wartenberg aus familiären Gründen zu seinem Heimatverein nach Weißwasser zurück. Zwischen 2015 und 2017 spielte er für die Saale Bulls in Halle (Saale). Anschließend kehrte er in die Lausitz zurück und war jeweils zwei Jahre für den SV Rot-Weiß Bad Muskau und ES Weißwasser in der Regionalliga Ost aktiv.
Seit 2022 ist er Trainer beim ES Weißwasser.

## Karrierestatistik
(Legende zur Spielerstatistik: Sp oder GP = absolvierte Spiele; T oder G = erzielte Tore; V oder A = erzielte Assists; Pkt oder Pts = erzielte Scorerpunkte; SM oder PIM = erhaltene Strafminuten; +/− = Plus/Minus-Bilanz; PP = erzielte Überzahltore; SH = erzielte Unterzahltore; GW = erzielte Siegtore; 1 Play-downs/Relegation; Kursiv: Statistik nicht vollständig)